# Reinado Personal

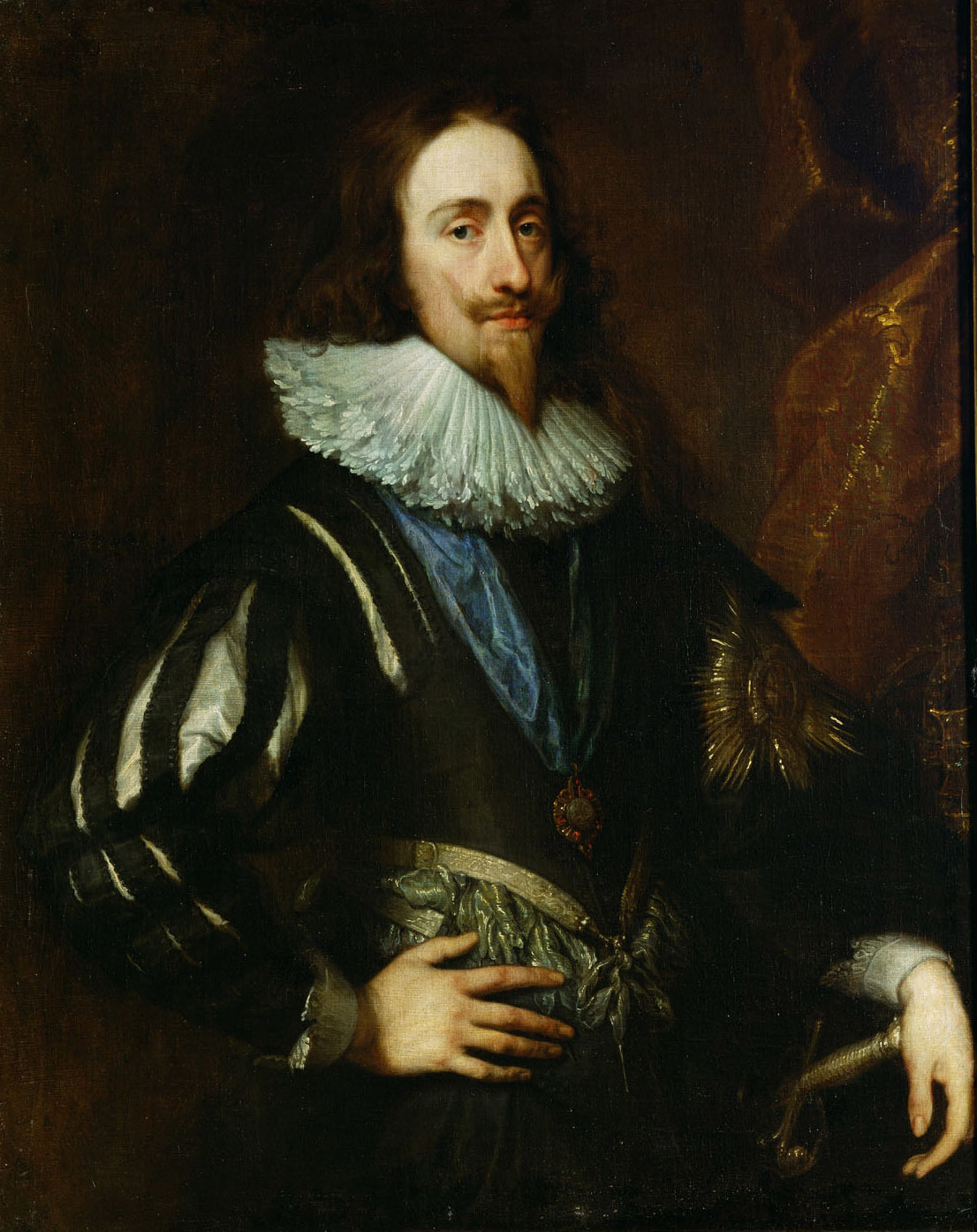
Carlos I de Inglaterra por Anton van Dyck

El Reinado Personal fue un periodo comprendido entre 1629 y 1640, en el cual Carlos I de Inglaterra, Escocia e Irlanda gobernó sin recurrir al Parlamento. Este periodo de gobierno estaba amparado por la prerrogativa real, aunque eso no evitó que causase un gran descontento entre la clase gobernante.
En 1628 Carlos I había ya disuelto el Parlamento hasta tres veces. Tras el asesinato de George Villiers, duque de Buckingham, quien se ocupaba de la política exterior de Carlos I, el Parlamento empezó a criticar con más dureza al rey. Carlos comprobó que siempre que pudiese evitar la guerra, podría gobernar sin Parlamento, por lo que en 1630 firmó la paz con España.
Los historiadores whigs suelen llamar a este periodo como «los once años de tiranía«. El término es reflejo de lo partidista que eran las actividades de la época, que llevaría finalmente a la Revolución inglesa. Sin embargo, revisionistas más recientes suelen referirse a este periodo de once años como un periodo de «reforma creativa», ya que Carlos tomó diversas medidas en este tiempo para reestructurar la política del país.
- Datos: Q2302736